# Myrmecozela stepicola
Myrmecozela stepicola är en fjärilsart som beskrevs av Aleksei Konstantinovich Zagulajev 1972. Myrmecozela stepicola ingår i släktet Myrmecozela och familjen äkta malar.
Artens utbredningsområde är Ukraina. Inga underarter finns listade i Catalogue of Life.